# Abudefduf hoefleri
Abudefduf hoefleri és una espècie de peix de la família dels pomacèntrids i de l'ordre dels perciformes.

## Morfologia
Els mascles poden assolir els 20 cm de longitud total.

## Distribució geogràfica
Es troba des del Senegal fins a Benín, incloent-hi Cap Verd i São Tomé.